# Xerosaprinus dolatus
Xerosaprinus dolatus är en skalbaggsart som först beskrevs av Sylvain Auguste de Marseul 1862.  Xerosaprinus dolatus ingår i släktet Xerosaprinus och familjen stumpbaggar. Inga underarter finns listade i Catalogue of Life.